# Sommet de l'OTAN de 2004
Pour un article plus général, voir Sommet de l'OTAN.

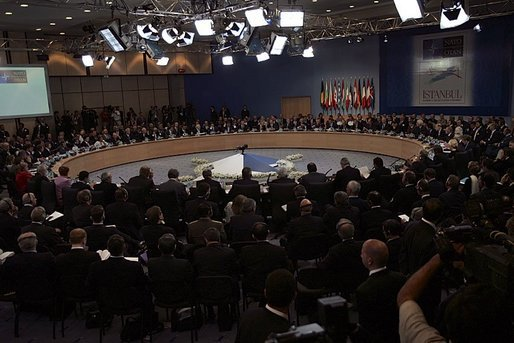
17ème sommet de l'OTAN à Istanbul, le 28 juin 2004.

Le sommet de l'OTAN Istanbul 2004 est le 17e sommet de l'OTAN, conférence diplomatique réunissant à Istanbul, en Turquie, les 28 et 29 juin 2004, les chefs d'État et de gouvernement des pays membres de l'Organisation du traité de l'Atlantique nord.
On y approuve, entre autres, l'étude du système de défense antimissile de l'OTAN.